# Сартово
Сартово — село в Нижнетавдинском районе Тюменской области России. Входит в состав Тавдинского сельского поселения.

## География
Село находится на западе Тюменской области, в пределах юго-западной части Западно-Сибирской низменности, в зоне подтайги, на расстоянии примерно 9 километров (по прямой) к юго-западу от села Нижняя Тавда, административного центра района.
Центральная улица — осевая линия села.
Абсолютная высота — 77 метров над уровнем моря.

### Климат
Климат резко континентальный с холодной продолжительной зимой и коротким тёплым летом. Средняя температура воздуха самого холодного месяца (января) — −18,6 °C (абсолютный минимум — −53 °C); самого тёплого месяца (июля) — 17,6 °C (абсолютный максимум — 38 °С). Безморозный период длится в среднем 111 дней. Среднегодовое количество атмосферных осадков составляет 300—400 мм, из которых 70 % выпадает в тёплый период. Продолжительность залегания снежного покрова составляет в среднем 156 дней.

### Часовой пояс
Село Сартово, как и вся Тюменская область, находится в часовой зоне МСК+2. Смещение применяемого времени относительно UTC составляет +5:00.

## Население
| 2010 |
| ---- |
| 182  |

### Половой состав
По данным Всероссийской переписи населения 2010 года в половой структуре населения мужчины составляли 50 %, женщины — соответственно также 50 %.

### Национальный состав
Согласно результатам переписи 2002 года, в национальной структуре населения русские составляли 80 % из 205 чел.

## Известные уроженцы, жители
- Рыбаков, Василий Денисович (1925—1999) — участник Великой Отечественной войны, звеньевой колхоза «Маяк коммунизма» Кореновского района. Герой Социалистического Труда.

## Инфраструктура
Личное подсобное хозяйство с зоной сельскохозяйственного использования, индивидуальная застройка усадебного типа.
Основа экономики — сельское хозяйство.
Сартовский ФАП.

## Памятные места, достопримечательности
В центре села установлен памятник Воинам-победителям

## Транспорт
Автобусное сообщение с райцентром. Остановка общественного транспорта «Сартово».